# شيكامارو نارا
شيكامارو نارا عضو في فريق أسوما ساروتوبي الذي يضم إينو ياماناكا وتشوجي أكيميتشي. يظهر دائماً بمظهر الشخص الكسول الذي لا يلقي بالاً لشيء وهو يضع قرطين في أذنيه ويربط حامية الجبين على عضده وشعر رأسه مرفوع للأعلى، من شدة كسله أنه يستصعب تحريك القلم عند حل أسئلة الاختبارات، هو ذكي جداً لكن في الحقيقة هو أشبه بالعجائز فهو يحب لعب ألعاب الذكاء التي تشبه الشطرنج ويجعل أسوما يلعبها معه، يستخدم حركات ربط الظل، وخنق العنق بالظل، عندما يحاول التفكير فإنه يضع يديه بوضعية ويغمض عينيه ويستطيع استنتاج أفكار جديدة، في المباريات التمهيدية لاختبار التشونين استطاع هزيمة كين من قرية الصوت بطريقة ذكية فقد جعل رأسها يرتطب بالحائط بذكاء، وفي المباريات النهائية أظهر براعة كبيرة في استنتاج ووضع إستراتيجيات لإعاقة تيماري من قرية الرمل لكن الغريب في الأمر هو قيامه بالاستسلام في نهاية المباراة، وهذا دليل على شدة كسله وعدم مبالاته بشيء، كان الهوكاجي الثالث ساروتوبي ينوي ترقيته إلى تشونين لكن بسبب هجوم أوروتشيمارو على القرية ومحاولة تدميرها وموت الهوكاجي الثالث أجل هذا الأمر إلى أن تمت ترقيته بواسطة تسونادي وبعدها قام بقيادة الفرقة التي تحاول إعادة يوتشيها ساسكي إلى القرية، لكنهم فشلوا في ذلك لصعوبة المهمة، وأصيب فيها تشوجي وهيوجا نيجي إصابات خطيرة، وأصيب إينوزوكا كيبا إصابة متوسطة بينما أصيب هو بكسر في إصبعه، وحزن بشدة لأن المهمة التي تحت قيادته فشلت، وأصيب البعض إصابات خطيرة.

## روابط خارجية
- شيكامارو نارا على موقع ميوزك برينز (الإنجليزية)